# Pseudyrias grauni
Pseudyrias grauni là một loài bướm đêm trong họ Noctuidae.